# Theodor Fugger von Glött
Graf Theodor Fugger von Glött (* 23. Juli 1823 in Oberndorf am Lech; † 11. März 1850 in Landau in der Pfalz) war Unterleutnant im bayerischen 2. Artillerie-Regiment „Zoller“. Der Freiheitskämpfer von 1849 wurde als Teilnehmer am Aufstand in der bayerischen Rheinpfalz 1850 in Landau standrechtlich erschossen.

## Deserteur und Freiheitskämpfer
Theodor Fugger von Glött war als bayrischer Offizier seit 1842 in Landau stationiert. Er desertierte am 18. Mai 1849 unter dem Eindruck der Revolution 1848/49 aus der Festung Landau. Einige Tage später machte er unter Ludwig Blenker beim vergeblichen Angriff auf die Festung mit. Er wurde auch außerordentliches Mitglied der revolutionären Militär-Kommission der Pfalz unter Gustav Adolph Techow.
Die schlecht bewaffneten revolutionären Truppen waren den Preußen unterlegen, im Juni 1849 stellte sich Fugger einer Patrouille. Ein Kriegsgericht verurteilte ihn zum Tode. Das Urteil wurde am 11. März 1850 um 6 Uhr morgens im Hauptgraben der Festung vollstreckt, nachdem das General-Auditoriat am 31. Januar 1850 seine Revision zurückgewiesen hatte.
Im Nachlass von Carl Joseph Bronzetti, damals Oberstleutnant und Platz-Stabsoffizier in Landau in der Pfalz, befinden sich die Trauerrede, die der Stadtpfarrer Roth am 11. März 1850 gehalten hat sowie der „Tagesbefehl“ des Generalleutnants Taxis zur Verurteilung von Fugger.

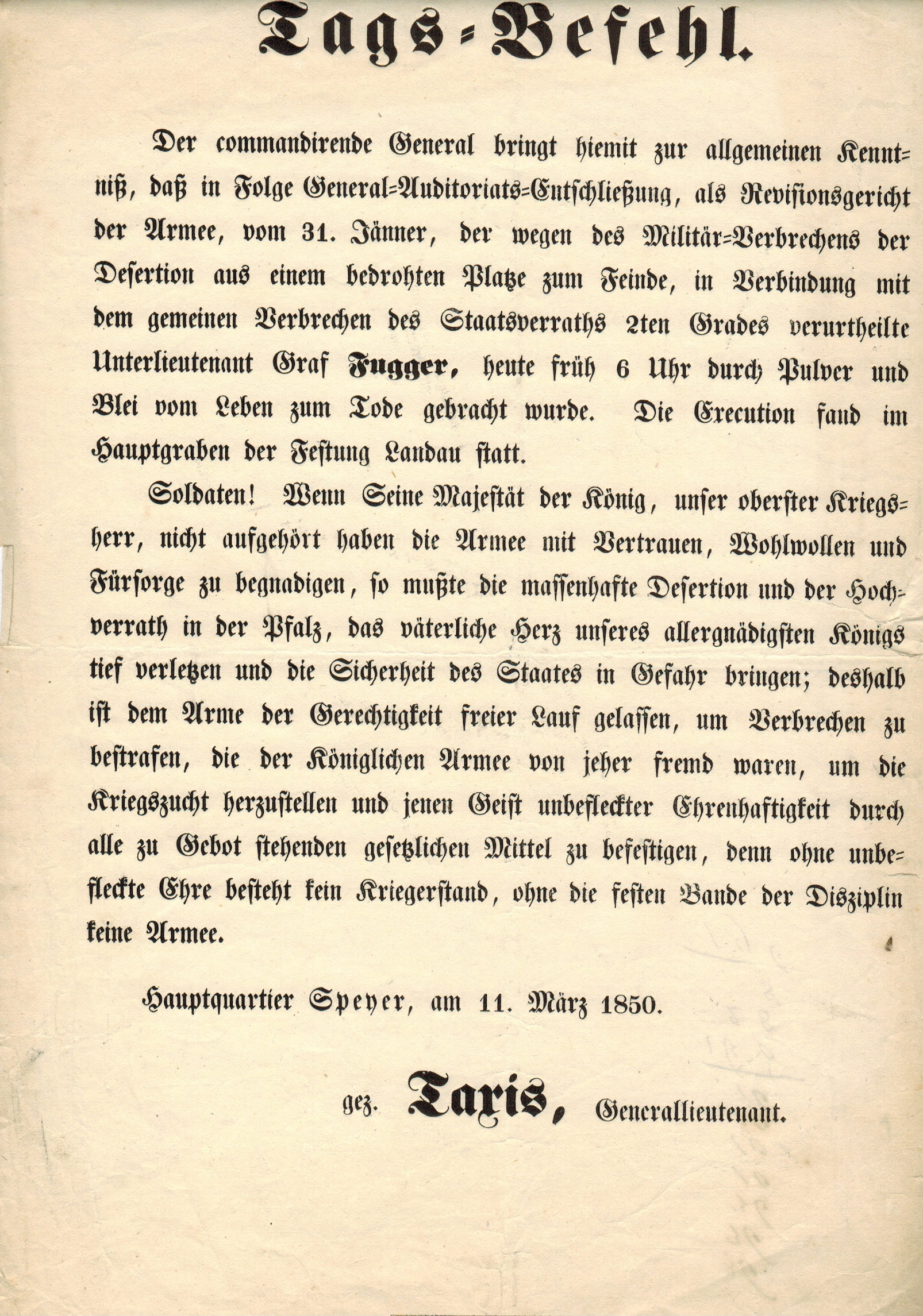
Tagesbefehl des Generalleutnants Taxis zur Verurteilung von Theodor Fugger von Glött

Sein Grab wurde von den liberalen Landauern häufig besucht. Erst nach 45 Jahren ließ ihn seine Familie in die Familiengruft in Kirchheim in Schwaben überführen. Eine Gedenkplatte auf dem Landauer Hauptfriedhof erinnert heute noch an den jungen Offizier.
Dem ebenfalls zum Tode verurteilten Henrich Jacob von Fach, Junker im gleichen Regiment, gelang dagegen am 7. Juli 1850 die Flucht aus dem Gefängnis. Bei den pfälzischen Freischärlern diente er als Major der Artillerie. Fuggers Todesurteil war damit das einzige von sechs in der Pfalz, das auch vollstreckt wurde. Weit über 150 weitere wurden dagegen nur in Abwesenheit der Angeklagten ausgesprochen.

## Familie
Der Graf war das dritte von 20 Kindern des Fidel Fugger von Glött (1795–1876), der 1826 zum bayerischen Reichsrat ernannt wurde. Die Mutter war Theresia Freiin von Pelkhoven. Drei der Uronkel waren Bischöfe und Domherren. Sein Onkel Leopold war 1840–1849 Regierungspräsident von Unterfranken.

## Varia
Karl von Pflummern hatte als Festungskommandant die Hinrichtung zu leiten. Zwölf Tage später stürzte der Generalmajor vom Pferd, brach sich den Oberschenkel und starb am 31. Mai daran. Auf dem Landauer Friedhof lag sein kunstvolles Tumba-Grabmal dicht bei Fuggers Grab. Im Volksglauben sah man seinen tragischen Unfall und Tod, kurz nach der Exekution, als Zeichen der Strafe an. Auch sein Grab ist heute noch erhalten.